# Kistarcsa
Kistarcsa est une ville et une commune du comitat de Pest en Hongrie.

## Histoire
La commune est connue pour le camp de Kistarcsa.